# Masashi Tashiro
Masashi Tashiro (田代まさし Tashiro Masashi, Saga, 31 de agosto de 1956) é um ex-comediante de televisão japonês, ex-membro da banda Rats & Star. Ele era vocalista tenor da banda Rats & Star, participou como comediante em muitos programas de televisão e também foi diretor de cinema depois do fim da banda.
Algumas vezes, é chamado pelo nome de "Tashirock" ou "Deus do riso".
Depois das várias acusações de voyeurismo feitas contra Masashi Tashiro, seu nome entrou no vocabulário japonês com esse sentido. Alunos da escola elementar japonesa, por exemplo, quando querem fazer graça, chamam seus colegas de "Seu Tashiro!".

## Perfil
Nascido a 31 de Agosto de 1956 na Província de Saga, Japão, e criado em Ota, Tóquio. Divorciou-se uma vez, foi preso quatro vezes.

### O sucesso
Depois de formar-se da high school, em 1980, Tashiro estreou como membro do grupo doo-wop japonês The Chanels, também formado por Masayuki Suzuki, Nobuyoshi Kuwano e outros. Mais tarde, em 1983, a banda mudou seu nome de The Chanels para Rats & Star por causa da semelhança do nome com a marca francesa Chanel, mas continuou com vários hits, especialmente pela estréia de suas canções no programa de televisão "The Best Ten" (ザ・ベストテン). Como artista solo, lançou a canção "Nījima no Densetsu" (新島の伝説, lit: A lenda da ilha Nījima).

### Crimes
Em 2001, Tashiro é levado ao tribunal por causa da filmagem da saia de uma mulher em uma estação de trem, estação Toritsudaigaku, linha Tokyu Toyoko, em Meguro, Tóquio, Japão. Por causa do incidente, é multado em 50.000 ienes. Quando indagado pelo motivo desse episódio, Tashiro responde que fez o que fez para usar o material em um filme chamado "O polvo que nasce de uma minissaia" (Mini ni Tako ga Dekiru, ミニにタコができる). O episódio fica famoso na mídia japonesa, conhecido como "Festival de Tashiro" (Tashiro Matsuri, 田代祭).
Pelo incidente, Tashiro é impedido de trabalhar na indústria do entretenimento temporariamente pela sua produtora, a MTM Production.
Em 9 de dezembro de 2001, Tashiro é preso por ser pego usando um estimulante ilegal, e em 12 de dezembro do mesmo ano, por estar espionando uma casa de banho, enquanto em liberdade condicional. É aberto um caso por causa do episódio, pelo qual recebe uma pena de três anos de reclusão e, depois, três anos de liberdade condicional.
Tashiro publica um livro (Jibaku 自爆, lit: auto-destruição ou explosão suicida) sobre a sua vida, sua família e o escândalo. Na obra, afirma que sua adição às drogas era fruto da pressão que sofria por causa do estrelato.
Em 2002, retorna ao trabalho, agora na linha do V-Cinema.
Dizem que ele tenha voltado à indústria do entretenimento na primavera de 2004. Em junho desse ano, porém, ele envolve-se em um acidente de carro, no qual ele colide-se com uma motocicleta enquanto fazia um retorno em local proibido. Em setembro do mesmo ano, é preso novamente por porte de estimulante ilegal e por porte de arma branca.
Em seguida à sua prisão, Tashiro é duramente criticado por muitos de seus antigos companheiros de trabalho: "Quero que esse indivíduo suma do mundo do entretenimento por causa das suas péssimas atitudes" (あいつは最低なことをしたのだから芸能界から消えてもらいたい) (Ken Shimura), "Que grande idiota! Queria poder socá-lo!" (大馬鹿者！ひっぱたいてやりたい！) (Kenichi Mikawa), "Não quero meter-me com esse tipo de gente" (あんな野郎に関わりたくは無い) (Takeshi Kitano).